# Испит (филм)
Испит  (енгл. Exam) је британски филм који је објављен 2009, спада у категорију психолошких трилера који су написали Сајмон Герити и Стјуарт Хазелдин, а режирао га је Хазелдин. У главним улогама су Колин Салмон, Крис Керej, Џими Мистри, Лук Мабли, Џема Чан, Чак Ивуји, Џон Лојд Филингам, Полиана МекИнтош, Адар Бек и Натали Кокс.

## Радња
У алтернативној Британији, осам обавезних кандидата спрема се за испит за запошљавање. Група улази у собу и свако седа за појединачни сто. Сваки радни сто има папир одштампан са натписом  „кандидат" и бројем од један до осам. Инвигилатор (особа која надгледа испит), представник компаније, ДАТАПРЕВ, објашњава да испит траје 80 минута и да се састоји од само једног питања, али постоје три правила: кандидати не смеју да разговарају са њим или наоружаним чуваром на вратима, не смеју да оштете папир и не смеју да напусте собу. Ако то ураде, биће дисквалификовани. Инвигилатор их пита да ли имају било каква питања, затим одлази.
Како је испит почео, испоставља се да су папири празни са обе стране. У неколико минута, кинеска кандидаткиња бива дискалификована јер је оштетила свој папир, написавши на њој фразу. Након њеног избацивања, осталих седам кандидата схвата да је дозвољено разговарање и сарађивање јер правила то нису бранила. Један кандидат „Бели“, додељује надимке сваком кандидату на основу боје коже и боје косе: „Црни", „Смеђи", „Плавуша", „Бринета", „Тамнa" и „Глуви", за једног кандидата који не говори или не разговара са групом. Неколико пута Глуви је комуницирао, било је на француском и збуњивало је остале.
У сату који следи, кандидати користе светла, телесне течности и прскалице за гашење ватре, покушавајући да открију свкривени текст на њиховим папирима, али бива безуспешно. Они нагађају сврху испита и природу компаније чији је идентитет мистерија. Тамни каже да је извршни директор веома тајанствен и да га нису видели од Иницијалне јавне понуде (енгл. IPO). Постепено се открива да је компанија одговорна за чудноват лек осмишљен за лечење стања од кога пати велики део популације због пандемије вируса. У хаосу, Бели преузима контролу над групом и иницира дисквалификацију Бринете и Глувог због оштећених папира.
Бели такође почиње и да задиркује друге кандидате, рекавши да је открио шта је питање али им неће рећи које је. Као одговор, Црни удара Белог у лице, бацајући га у несвест, и везујући га за столицу. Када се Бели освестио, он је молио за своје лекове, имплицирајући да он има вирус, али неки од њих му не верују. Смеђи затим скреће пажњу на Тамну, која испољава доста знања о унутрашњем раду компаније, и на крају је мучи како би открила да ради за компанију. Откривено је да је Смеђи преносилац болести. Бели почиње да се грчи, што доказује да има болест. Тамна моли Инвигилатора за помоћ и дискфалификује је.
Плавуша узима лек Белом, који му је раније украо Смеђи, и користи га како би га вратила у живот. Остали пуштају Белог и захтевају да знају питање. Бели сугерише да питање не постоји и да ће компанија једноставно запослити посљедњег преосталог кандидата. Црни краде чувару пиштољ, али за њега је потребан отисак прста да би испалио метак, дајући времена Белом да се поврати.
Бели приморава Смеђег који је на нишану да напусти собу, дисквалификујући га, а затим присиљава Плавушу да оде. Док она излази из собе, плавуша гаси светла која се активирају гласом, допуштајући Црном да нападне Белог. Светла се поново пале након што је Црног погодио метак. Плавуша се сакрива у ходнику и даље држећи једну ногу у соби, технички није напустила собу.
Пре него што је Бели могао убити, тајмер за испитивање је стигао на нулу. Затим се Бели обраћа Инвигилатору, сигуран да је успео, али је и он бива дисквалификован. Открива се да је Глуви раније подесио бројач унапред за неколико минута. Блавуша се тада седила да је Глуви користио наочаре и комад поломљеног стакла са испитним папиром. Узимајући остављене наочаре, она открива фразу „Питање 1." ситно написану на испитном папиру.
Плавуша тада схвата да се Прво питање односи на једино питање које је групи поставио Инвигилатор на почетку теста   „Имате ли питања?". Плавуша једноставно одговара „Не". Инвигилатор тада улази и открива да је Глуви заправо извршни директор компаније и научник, а не бизнисмен или администратор. Истраживање Глувог је довело до излечење вируса, али открило је и методу брзе регенерације ћелија које омогућава да се излечи и вирус и многе друге „тврдоглаве мутације“, буквално „дар живота“ милионима људи. Метак који је погодио Црног садржао је овај лек, враћајући га у живот.
Уз очајничку потребу за леком и ограниченом испоруком у било којем тренутку, компанији је био потребан администратор способан да доноси тешке одлуке са пажњом на детаље, показујући саосећање за своје ближе, а то су све особине које је Плавуша показала током испита. Плавуша оберучке прихвата посао.

## Улоге
| Глумац            | Улога      |
| ----------------- | ---------- |
| Натали Кокс       | Плавуша    |
| Адар Бек          | Тамна      |
| Лук Мабли         | Бели       |
| Џема Чан          | кинескиња  |
| Џон Лојд Филингам | Глуви      |
| Чаквуди Ивуџи     | Црни       |
| Полиана МекИнтош  | Бринета    |
| Џими Мистри       | Смеђи      |
| Колин Салмон      | Инвилгатор |
| Крис Кереј        | Стражар    |

## Продукција
Након што је видео неуспех филмова својих пријатеља због студијског уплитања, Стјуарт Хазелдин је одлучио да жели потпуну контролу над својим oстварењем. Првобитна прича је укључивала испит у школи, али Стјуарт Хазелдин је то променио у разговор за посао. Завршетак филма је такође Хазелдинова креација, јер оригинална прича није имала ниједан. Хазелдин је желео да раздвоји ликове по раси, култури, роду и, нарочито, по погледу на свет. На филмску пандемију утицали су савремени страхови од птичијег грипа и неповерење у фармацеутске компаније. Првобитно је сценарио имао више елемената научне фантастике, али Хазелдин их је скинуо да би филм остао приземљен. По завршном преокрету, Хазелдин је рекао да жели да филм буде више од преокрета, и он је покушао да се допадне публици која тражи причу о људској природи.

## Објављивање филма
Филм је премијерно приказан у јуну 2009. године у склопу Филмског Фестивала у Единбургу, а затим је био део Рејнденс Филмског Фестивала 2009. Објављен је у биоскопима у Великој Британији 8. јануара 2010.
11. фебруара 2010. ИФЦ Филмс је стекао права за пуштање у америци, где је објављен у оквиру Међународног филмског фестивала у Санта Барбари. ДВД и Блу-реј објављени су у Великој Британији 7. јуна 2010. У САД није било театралног пуштања, али ИФЦ Филмс је филм објавио путем видеа на захтев 23. јула 2010., а на ДВД-у 16. новембра 2010.
4. септембра 2012, у Манчестеру је отворена сценска адаптација филма. Испит је преправљен у Тамилу као Дајам и објављен је 24. марта 2017.

## Одзив
Према Ротен Томејтозу, 63% од 30 анкетираних критичара дало је позитивне критике. Просечна оцена је 5,6 од 10. Тим Роби из ДејлиТелеграфа рекао је да филм почиње добро, али да се губи на путу. Лаел Ловенстин из Варајетија назвао га је "паметно замишљеним, добро изведеним психолошким трилером". Филип Френч из Гардијана назвао је филм паметним и „генијално развијеним“, али је крај критиковао као разочаравајућ. Такође пишући за Гардијан, Питер Брадшо је филму дао две од пет звезда и рекао да филм не испуњава цвоју интригантну премису. Наградивши филм са четири од пет звезда, Тотал Филм је упоредио филм са "Коцком" и делом Жан-Пола Сартра. Беки Рид са Скрин Гика упоредила је са 12 Љутих мушкараца и Ел Методо (Метода), шпанским филмом из 2005. године.

### Награде
- Филм је добио Индепендант Фичер Авард на Филмском Фестивалу у Санта Барабари.[7]
- Добио је Бронзаног Хичкока на Динар Британском Филмском Фестивалу.[16]
- Номинован је за Најбољу Улогу у Великој Британији на Рејнденс Фимлском Фестивалу.[17]
- Номинован је за БАФТА због свог изванредног дебија.